# Olympische Sommerspiele 1956/Leichtathletik – 800 m (Männer)

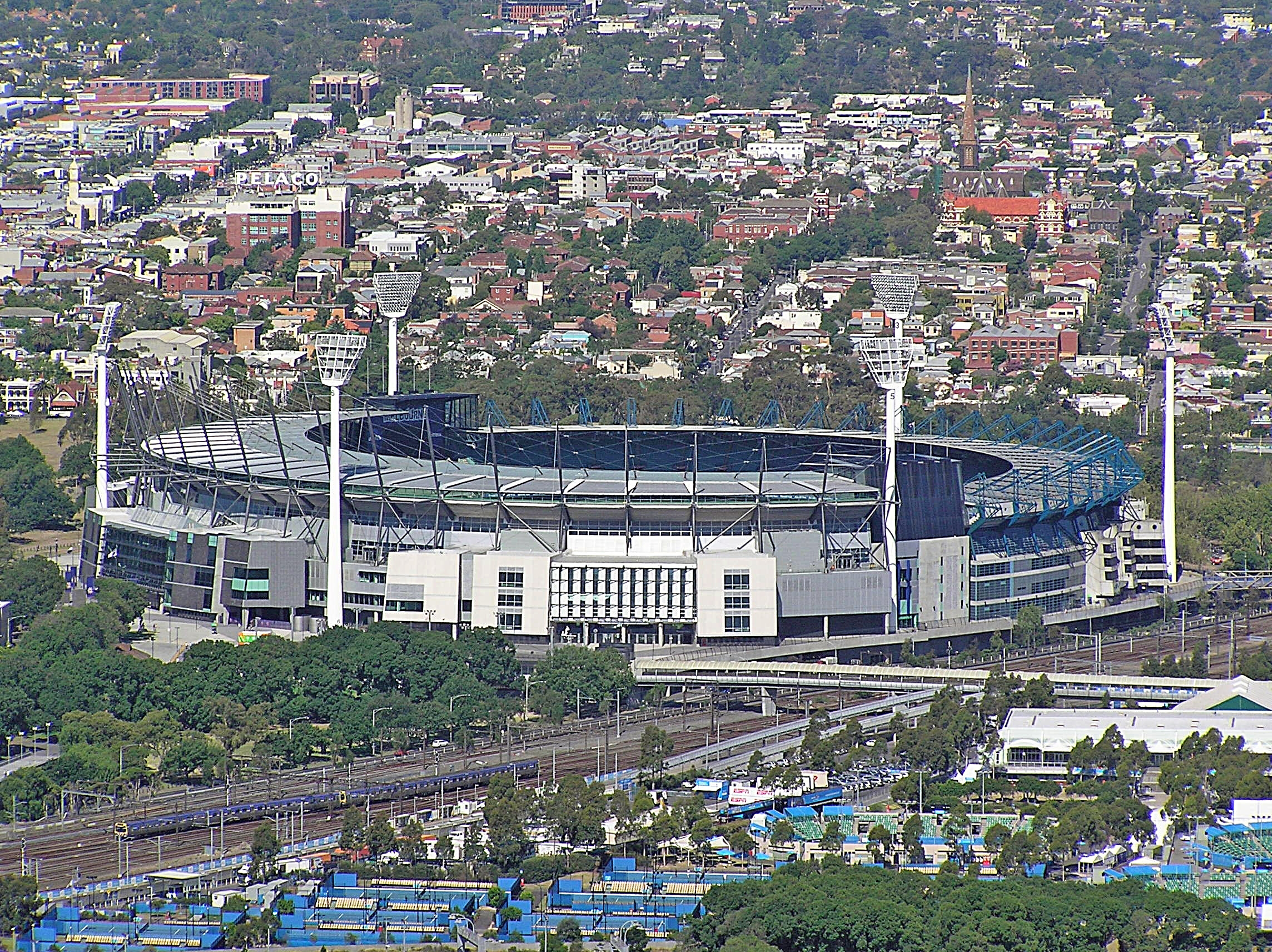
Melbourne Cricket Ground, Olympiastadion (hier im Jahr 2008)

Der 800-Meter-Lauf der Männer bei den Olympischen Spielen 1956 in Melbourne wurde am 23., 24. und 26. November 1956 im Melbourne Cricket Ground ausgetragen. 38 Athleten nahmen teil.
Olympiasieger wurde der US-Amerikaner Tom Courtney. Er gewann vor dem Briten Derek Johnson und dem Norweger Audun Boysen.
Die deutschen Starter scheiterten alle in der Vorrunde: Paul Schmidt in Lauf zwei, Günter Dohrow in Lauf drei und Klaus Richtzenhain in Lauf fünf. Schweizer und österreichische Athleten nahmen nicht teil.

## Rekorde

### Bestehende Rekorde
| Weltrekord         | 1:45,7 min | Roger Moens ( Belgien) | Oslo, Norwegen                   | 3. August 1955 |
| Olympischer Rekord | 1:49,2 min | Mal Whitfield ( USA)   | Finale OS London, Großbritannien | 31. Juli 1948  |
| Olympischer Rekord | 1:49,2 min | Mal Whitfield ( USA)   | Finale OS Helsinki, Finnland     | 22. Juli 1952  |

### Rekordverbesserung
Der US-amerikanische Olympiasieger Tom Courtney verbesserte den bestehenden olympischen Rekord im Finale am 26. November trotz nicht ganz einfacher Bedingungen mit starkem Gegenwind auf der Zielgeraden um 1,5 Sekunden auf 1:47,7 min. Zum Weltrekord fehlten ihm genau zwei Sekunden.

## Durchführung des Wettbewerbs
38 Läufer traten am 23. November zu fünf Vorläufen an. Die jeweils drei bestplatzierten Athleten – hellblau unterlegt – qualifizierten sich für das Halbfinale am 24. November. Hieraus erreichten wiederum die jeweils besten Vier – ebenfalls hellblau unterlegt – das Finale am 26. November.

## Zeitplan
23. November, 16.15 Uhr: Vorläufe

24. November, 16.00 Uhr: Halbfinale

26. November, 15.30 Uhr: Finale
Anmerkung: Alle Zeiten sind als Ortszeit von Melbourne angegeben. (UTC + 10)

## Vorläufe
Datum: 23. November 1956, ab 16.15 Uhr

### Vorlauf 1

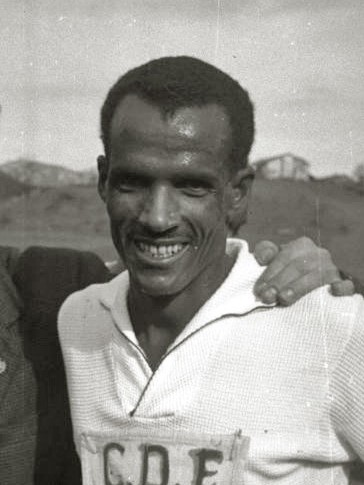
Mamo Wolde (später unter anderem Marathon-Olympiasieger von 1968) schied als Siebter des ersten Vorlaufs aus

| Platz | Name                     | Nation         | Offizielle Zeit handgestoppt | Inoffizielle Zeit elektronisch |
| ----- | ------------------------ | -------------- | ---------------------------- | ------------------------------ |
| 1     | Audun Boysen             | Norwegen       | 1:52,0 min                   | 1:52,08 min                    |
| 2     | Mike Rawson              | Großbritannien | 1:52,1 min                   | 1:52,20 min                    |
| 3     | Yoshitaka Muroya         | Japan          | 1:52,3 min                   | 1:52,42 min                    |
| 4     | Gérard Rasquin           | Luxemburg      | 1:52,7 min                   | 1:52,88 min                    |
| 5     | Dimitrios Konstantinidis | Griechenland   | 1:52,7 min                   | 1:53,03 min                    |
| 6     | Frank Rivera             | Puerto Rico    | 1:56,4 min                   | 1:56,58 min                    |
| 7     | Mamo Wolde               | Äthiopien      | 1:58,0 min                   | k. A.                          |
| DNS   | Murray Cockburn          | Kanada         |                              |                                |
| DNS   | Olavi Salsola            | Finnland       |                              |                                |
| DNS   | Dan Waern                | Schweden       |                              |                                |

### Vorlauf 2

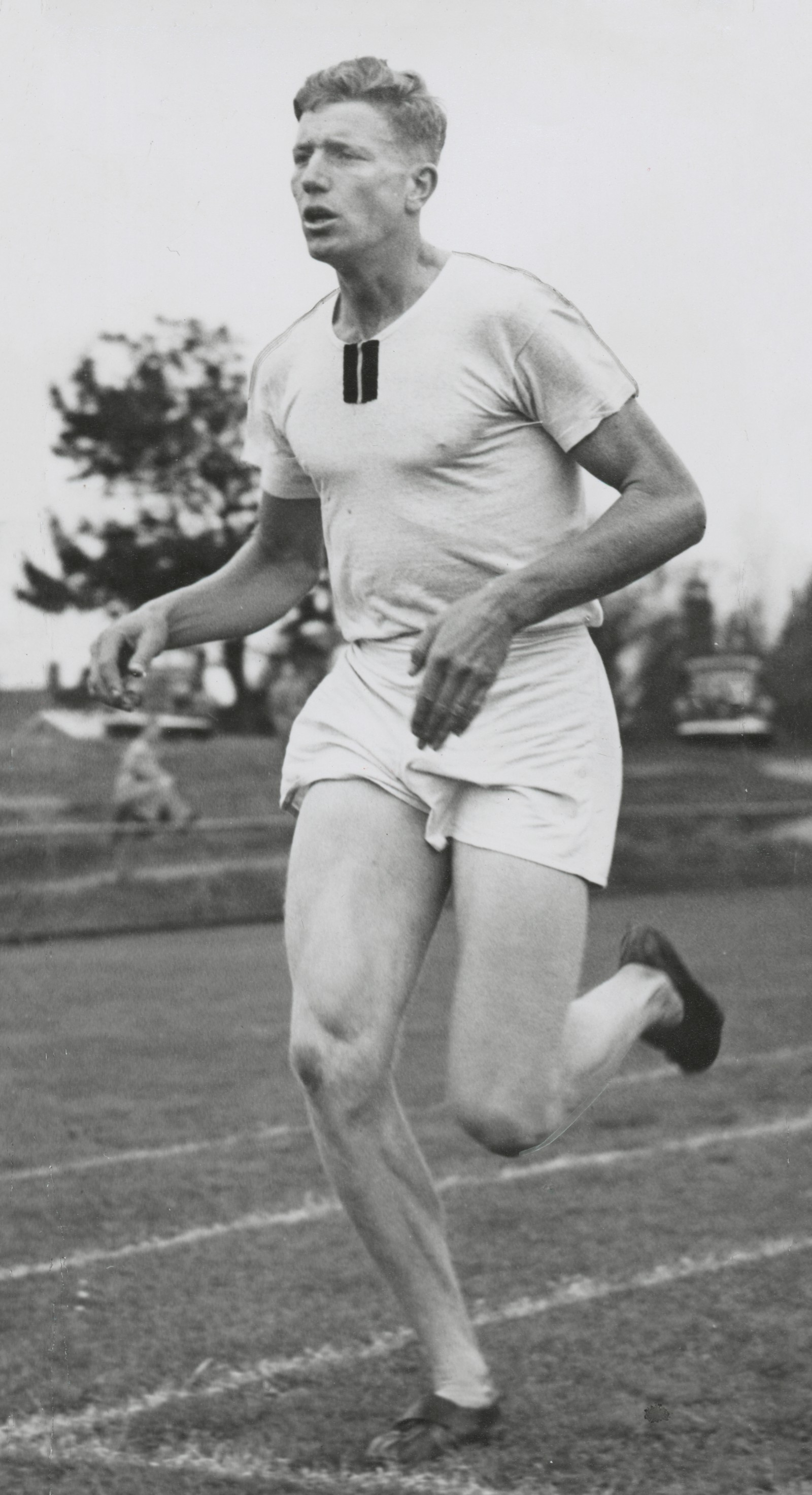
Don MacMillan – ausgeschieden als Vierter des zweiten Vorlaufs
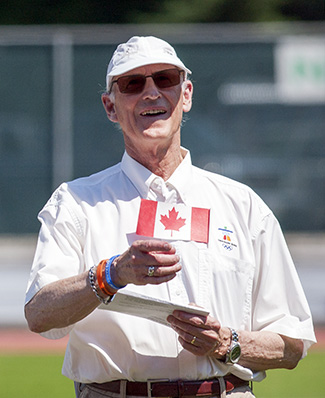
Doug Clement (hier im Jahr 2013) – ausgeschieden als Achter des zweiten Vorlaufs

| Platz | Name                       | Nation         | Offizielle Zeit handgestoppt | Inoffizielle Zeit elektronisch |
| ----- | -------------------------- | -------------- | ---------------------------- | ------------------------------ |
| 1     | Tom Courtney               | USA            | 1:52,7 min                   | 1:52,83 min                    |
| 2     | Mike Farrell               | Großbritannien | 1:52,8 min                   | 1:52,86 min                    |
| 3     | Evangelos Depastas         | Griechenland   | 1:53,1 min                   | 1:53,23 min                    |
| 4     | Don MacMillan              | Australien     | 1:53,4 min                   | 1:53,50 min                    |
| 5     | Shigeharu Suzuki           | Japan          | 1:54,1 min                   | 1:54,29 min                    |
| 6     | Paul Schmidt               | Deutschland    | 1:55,6 min                   | 1:55,71 min                    |
| 7     | Hari Chandra Manikavasagam | Malaya         | k. A.                        | 1:56,27 min                    |
| 8     | Doug Clement               | Kanada         | k. A.                        | 1:56,92 min                    |
| 9     | Phol Jaiswang              | Thailand       | k. A.                        | k. A.                          |
| DNS   | István Rózsavölgyi         | Ungarn         |                              |                                |

### Vorlauf 3
| Platz | Name                | Nation      | Offizielle Zeit handgestoppt | Inoffizielle Zeit elektronisch |
| ----- | ------------------- | ----------- | ---------------------------- | ------------------------------ |
| 1     | Jim Bailey          | Australien  | 1:51,1 min                   | 1:51,13 min                    |
| 2     | Arnie Sowell        | USA         | 1:51,3 min                   | 1:51,27 min                    |
| 3     | Émile Leva          | Belgien     | 1:52,0 min                   | 1:52,03 min                    |
| 4     | Sohan Singh Dhanoa  | Indien      | 1:52,4 min                   | 1:52,57 min                    |
| 5     | Eduardo Fontecilla  | Chile       | 1:52,8 min                   | 1:52,94 min                    |
| 6     | Günter Dohrow       | Deutschland | 1:53,7 min                   | 1:53,90 min                    |
| 7     | Arap Kiptalam Keter | Kenia       | k. A.                        | 1:56,13 min                    |
| 8     | Ajanew Bayene       | Äthiopien   | k. A.                        | k. A.                          |
| 9     | Kenneth Perera      | Malaya      | k. A.                        | k. A.                          |

### Vorlauf 4
| Platz | Name                | Nation           | Offizielle Zeit handgestoppt | Inoffizielle Zeit elektronisch |
| ----- | ------------------- | ---------------- | ---------------------------- | ------------------------------ |
| 1     | Gunnar Nielsen      | Dänemark         | 1:51,2 min                   | 1:51,27 min                    |
| 2     | Lonnie Spurrier     | USA              | 1:51,5 min                   | 1:51,52 min                    |
| 3     | Bill Butchart       | Australien       | 1:51,6 min                   | 1:51,67 min                    |
| 4     | Gianfranco Baraldi  | Italien          | 1:51,9 min                   | 1:51,90 min                    |
| 5     | Abdullah Khan       | Pakistan         | 1:52,6 min                   | 1:52,71 min                    |
| 6     | Sim Sang-ok         | Südkorea         | 1:55,5 min                   | 1:55,56 min                    |
| 7     | George Johnson      | Liberia          | k. A.                        | k. A.                          |
| DNS   | Ron Delany          | Irland           |                              |                                |
| DNS   | Stanislav Jungwirth | Tschechoslowakei |                              |                                |

### Vorlauf 5

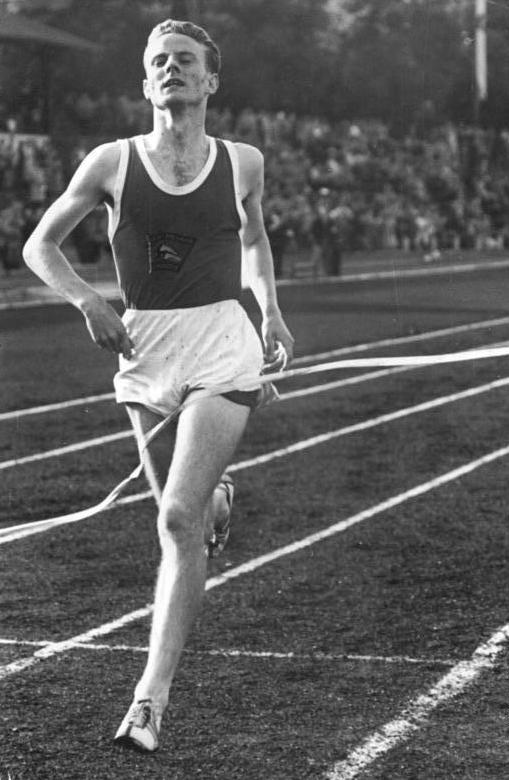
Klaus Richtzenhain, acht Tage später Olympiazweiter über 1500 Meter, schied als Fünfter des fünften Vorlaufs aus

| Platz | Name               | Nation         | Offizielle Zeit handgestoppt | Inoffizielle Zeit elektronisch |
| ----- | ------------------ | -------------- | ---------------------------- | ------------------------------ |
| 1     | Derek Johnson      | Großbritannien | 1:50,8 min                   | 1:50,93 min                    |
| 2     | René Djian         | Frankreich     | 1:51,1 min                   | 1:51,15 min                    |
| 3     | Lajos Szentgáli    | Ungarn         | 1:51,8 min                   | 1:51,89 min                    |
| 4     | Ramón Sandoval     | Chile          | 1:51,9 min                   | 1:52,12 min                    |
| 5     | Klaus Richtzenhain | Deutschland    | 1:53,3 min                   | 1:53,47 min                    |
| 6     | Mahmoud Jan        | Pakistan       | 1:59,5 min                   | k. A.                          |
| DNS   | Joseph Narmah      | Liberia        |                              |                                |
| DNS   | George Kerr        | Jamaika        |                              |                                |
| DNS   | Josy Barthel       | Luxemburg      |                              |                                |

## Halbfinale
Datum: 24. November 1956, ab 16.00 Uhr

### Lauf 1
| Platz | Name             | Nation         | Offizielle Zeit handgestoppt | Inoffizielle Zeit elektronisch |
| ----- | ---------------- | -------------- | ---------------------------- | ------------------------------ |
| 1     | Tom Courtney     | USA            | 1:53,6 min                   | 1:53,62 min                    |
| 2     | Lonnie Spurrier  | USA            | 1:53,6 min                   | 1:53,71 min                    |
| 3     | Mike Farrell     | Großbritannien | 1:53,7 min                   | 1:53,78 min                    |
| 4     | Bill Butchart    | Australien     | 1:53,8 min                   | 1:53,81 min                    |
| 5     | Lajos Szentgáli  | Ungarn         | 1:53,9 min                   | 1:53,94 min                    |
| 6     | Yoshitaka Muroya | Japan          | 1:54,5 min                   | 1:54,68 min                    |
| DNS   | Gunnar Nielsen   | Dänemark       |                              |                                |

### Lauf 2
| Platz | Name               | Nation         | Offizielle Zeit handgestoppt | Inoffizielle Zeit elektronisch |
| ----- | ------------------ | -------------- | ---------------------------- | ------------------------------ |
| 1     | Arnie Sowell       | USA            | 1:50,0 min                   | 1:50,08 min                    |
| 2     | Audun Boysen       | Norwegen       | 1:50,0 min                   | 1:50,20 min                    |
| 3     | Derek Johnson      | Großbritannien | 1:50,2 min                   | 1:50,23 min                    |
| 4     | Émile Leva         | Belgien        | 1:50,4 min                   | 1:50,44 min                    |
| 5     | Mike Rawson        | Großbritannien | 1:50,4 min                   | 1:50,45 min                    |
| 6     | René Djian         | Frankreich     | 1:50,7 min                   | 1:50,47 min                    |
| 7     | Jim Bailey         | Australien     | 1:51,4 min                   | 1:51,40 min                    |
| 8     | Evangelos Depastas | Griechenland   | 1:52,0 min                   | 1:52,19 min                    |

## Finale

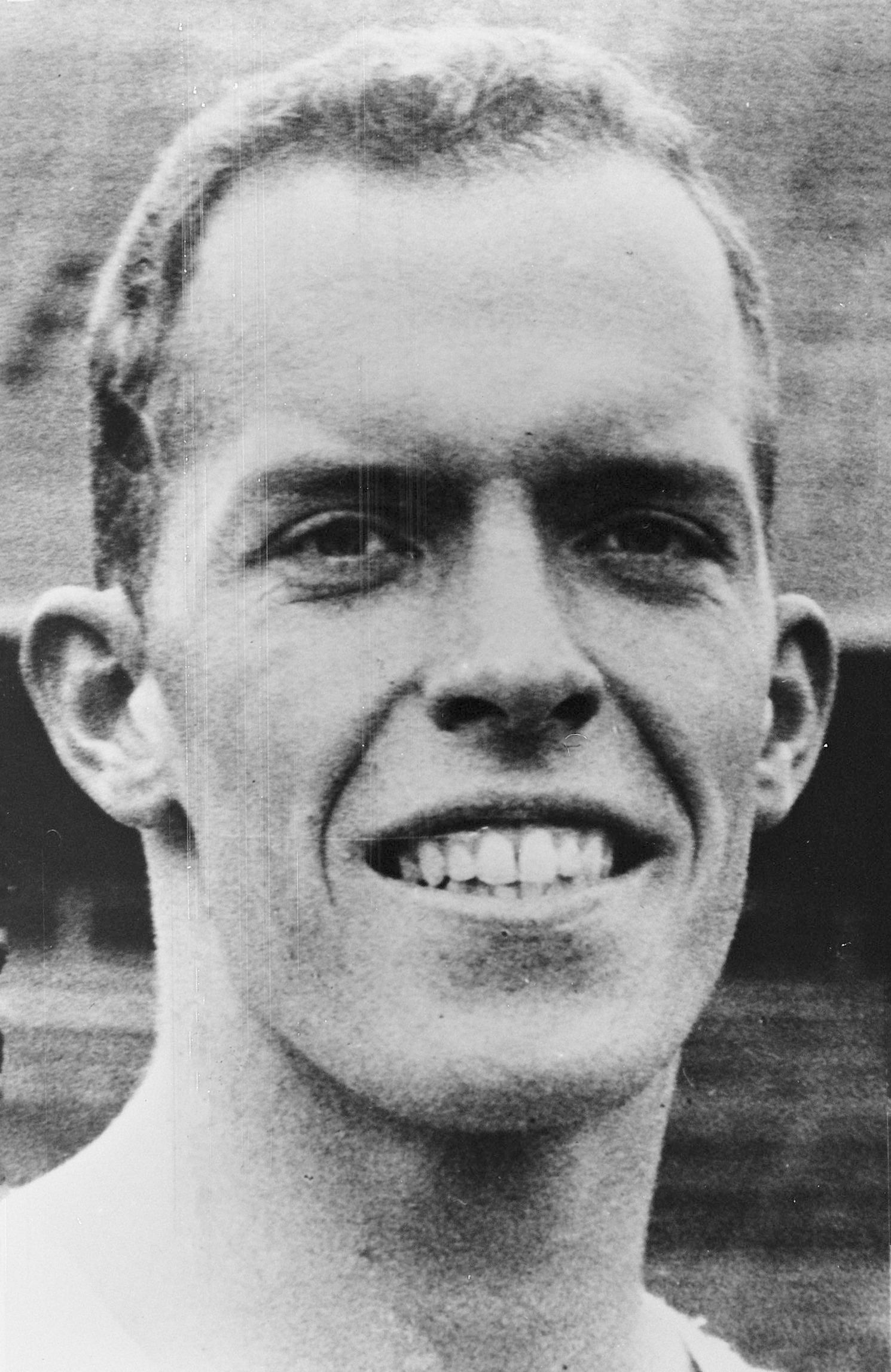
Olympiasieger Tom Courtney
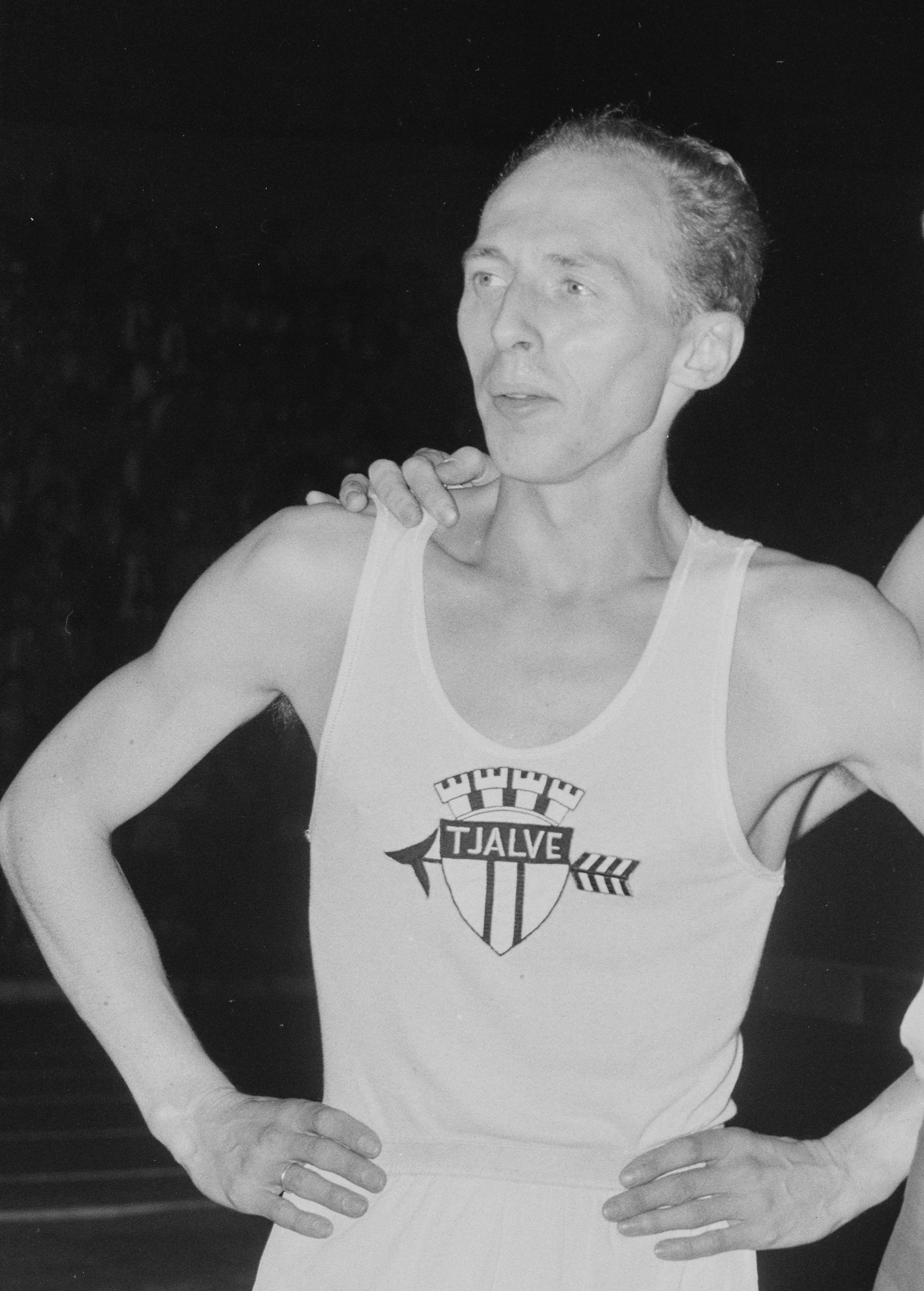
Bronzemedaillengewinner Audun Boysen

Datum: 26. November 1956, 15.30 Uhr
| Platz | Name            | Nation         | Offizielle Zeit handgestoppt | Inoffizielle Zeit elektronisch |
| ----- | --------------- | -------------- | ---------------------------- | ------------------------------ |
| 1     | Tom Courtney    | USA            | 1:47,7 min OR                | 1:47,75 min                    |
| 2     | Derek Johnson   | Großbritannien | 1:47,8 min                   | 1:47,88 min                    |
| 3     | Audun Boysen    | Norwegen       | 1:48,1 min                   | 1:48,25 min                    |
| 4     | Arnie Sowell    | USA            | 1:48,3 min                   | 1:48,41 min                    |
| 5     | Mike Farrell    | Großbritannien | 1:49,2 min                   | 1:49,29 min                    |
| 6     | Lonnie Spurrier | USA            | 1:49,3 min                   | 1:49,38 min                    |
| 7     | Émile Leva      | Belgien        | 1:51,8 min                   | 1:51,75 min                    |
| 8     | Bill Butchart   | Australien     | 1:52,0 min                   | k. A.                          |

Weltrekordhalter Roger Moens aus Belgien konnte aufgrund einer Knieverletzung an den Olympischen Spielen nicht teilnehmen. Einer der Topfavoriten war nun der Norweger Audun Boysen, der bei Moens Weltrekordrennen in Oslo um nur zwei Zehntelsekunden geschlagen worden und somit auch unter dem alten Weltrekord geblieben war. Doch er musste gegen aussichtsreiche Konkurrenten antreten. Vor allem die beiden US-Läufer Tom Courtney – Sieger der US-Olympiaausscheidungen – und Lonnie Spurrier – mit 1:47,5 min Weltrekordhalter über 880 Yards – waren hoch einzuschätzen.
Das Finale fand bei heftigem Wind statt, der den Läufern jeweils auf der Zielgeraden entgegenblies. Courtney übernahm nach dem Start die Führung, wurde aber schon bald von seinem Landsmann Arnie Sowell überholt, der das Feld in scharfer Fahrt anführte – 200 m: 25,1 s / 400 m: 52,7 s / 600 m: 1:20,4 min. Bei der 600-Meter-Marke waren noch vier Läufer im Rennen um die Medaillen: Courtney, Sowell, Boysen und der Brite Derek Johnson. Courtney ging nun für kurze Zeit an die Spitze, wurde aber anfangs der Zielgeraden von Johnson passiert, der mit einem starken Antritt fast schon wie der Sieger aussah. Doch bei dem heftigen Gegenwind wurden seine Schritte immer kürzer und Courtney fing den Briten kurz vor dem Ziel noch ab Der Norweger Boysen sicherte sich vor Sowell die Bronzemedaille.
Trotz des starken Windes waren die erzielten Zeiten ausgezeichnet. Olympiasieger Courtney stellte einen neuen olympischen Rekord auf und noch der fünftplatzierte Michael Farrell war so schnell wie Mal Whitfield bei dessen Olympiarekorden 1948 und 1952.
Tom Courtney gewann im dreizehnten olympischen Finale die siebte Goldmedaille für die USA.

Audun Boysen errang die erste norwegische Medaille in dieser Disziplin.

## Videolinks
- Olympics - 1956 Melbourne - Track - Mens 800m - USA Tom Courtney & GB Derek Johnson imasportsphile, youtube.com, abgerufen am 13. August 2021
- Melbourne 1956 - Men's 800m Olympic final, youtube.com, abgerufen am 13. August 2021
- Melbourne 1956 Official Olympic Film - Part 2 | Olympic History, Bereich: 15:53 min bis 18:38 min, youtube.com, abgerufen am 13. August 2021